# Правителство на Андрей Тошев
Правителство на Андрей Тошев е петдесет и третото правителство на Царство България, назначено с Указ № 119 от 21 април 1935 г. на цар Борис III. Управлява страната до 23 ноември 1935 г., след което е наследено от първото правителство на Георги Кьосеиванов.

## Политика
През април 1935 г. цар Борис III принуждава ген. Пенчо Златев да подаде оставката на кабинета. Новото правителство, ръководено от приближения на двореца дипломат Андрей Тошев, продължава политиката на утвърждаване на безпартийния режим, за сливане ролята на монарха в обществения живот и обезличаване на политическите формации. Увеличава се участието на държавата в икономиката.
През лятото на 1935 г. единственият сериозен политически противник на царя е Военният съюз. Деветнадесетомайците преминават на открити антимонархически позиции и това довежда до разгрома на организацията.

## Съставяне
Кабинетът, оглавен от Андрей Тошев, е образуван от военни и граждански дейци, поддръжници на политическата власт в ръцете на цар Борис III – вторият от т.нар. служебни, преходни кабинети.

### Кабинет
Сформира се от следните 8 министри и един председател:
| министерство                     | име | име                | партия                    |
| -------------------------------- | --- | ------------------ | ------------------------- |
| минисър-председател              |     | Андрей Тошев       | безпартиен                |
| външни работи и изповедания      |     | Георги Кьосеиванов | безпартиен                |
| вътрешни работи и народно здраве |     | Рашко Атанасов     | военен                    |
| народно просвещение              |     | Тодор Радев        | военен                    |
| финанси                          |     | Марко Рясков       | безпартиен                |
| правосъдие                       |     | Ангел Карагьозов   | безпартиен                |
| война                            |     | Стефан Цанев       | военен                    |
| народно стопанство               |     | Стойчо Мошанов     | Демократически сговор     |
| съобщения                        |     | Тодор Кожухаров    | Народно социално движение |

### Промени в кабинета

#### от 21 април 1935
С Указ № 120 от 21 април 1935 г. са извършени следните структурни промени:
- Министерството на съобщенията се закрива и са възстановени старите – Министерство на железниците, пощите и телеграфите и Министерство на обществените сгради, пътищата и благоустройството.

| министерство                                | име | име             | партия                    |
| ------------------------------------------- | --- | --------------- | ------------------------- |
| железници, пощи и телеграфи                 |     | Тодор Кожухаров | Народно социално движение |
| обществени сгради, пътища и благоустройство |     | Никола Йотов    | безпартиен                |

#### от 15 ноември 1935
| министерство | име | име                   | партия                |
| ------------ | --- | --------------------- | --------------------- |
| финанси      |     | Стойчо Мошанов (упр.) | Демократически сговор |